# Тернерсвил (Њу Џерзи)
Тернерсвил (енгл. Turnersville) насељено је место без административног статуса у америчкој савезној држави Њу Џерзи.

## Демографија
По попису из 2010. године број становника је 3.742, што је 125 (-3,2%) становника мање него 2000. године.
| Група             | 2000.         | 2010.         |
| Белци             | 3.552 (91,9%) | 3.373 (90,1%) |
| Афроамериканци    | 142 (3,7%)    | 134 (3,6%)    |
| Азијати           | 96 (2,5%)     | 109 (2,9%)    |
| Хиспаноамериканци | 56 (1,4%)     | 89 (2,4%)     |
| Укупно            | 3.867         | 3.742         |